# 細田直人
細田 直人（ほそだ なおと、1976年 - ）は、日本の男性アニメーター、キャラクターデザイナー、アニメーション演出家、アニメーション監督。
かつてはAIC、J.C.STAFF、スタジオ雲雀、WHITE FOXに所属していた。

## 作品リスト

### テレビアニメ
1997年
- バトルアスリーテス大運動会（1997年 - 1998年、動画）

1998年
- ロードス島戦記-英雄騎士伝-（動画チェック・原画）

1999年
- 課長王子（原画）
- デュアル!ぱられルンルン物語（原画）
- To Heart（原画）
- ビーストウォーズネオ 超生命体トランスフォーマー（原画）
- 今、そこにいる僕（1999年 - 2000年、原画）
- 魔術士オーフェン Revenge（1999年 - 2000年、原画）

2000年
- だぁ!だぁ!だぁ!（2000年 - 2002年、作画監督・原画）
- サクラ大戦TV（原画）
- HAND MAID メイ（原画）
- ブギーポップは笑わない Boogiepop Phantom（原画）
- 無敵王トライゼノン（原画）
- 闇の末裔（原画 / OP原画）
- はじめの一歩（2000年 - 2002年、原画）

2001年
- あぃまぃみぃ!ストロベリー・エッグ（原画・OP原画）
- PROJECT ARMS（2001年 - 2002年、原画）
- 破邪巨星Gダンガイオー（原画）
- チャンス〜トライアングルセッション〜（原画）
- HELLSING（原画）
- 魔法戦士リウイ（原画）

2002年
- 藍より青し（原画 / OP原画）
- あずまんが大王（原画）
- おねがい☆ティーチャー（原画）
- Kanon（原画）
- キディ・グレイド（2002年 - 2003年、作画監督・原画）
- 攻殻機動隊 STAND ALONE COMPLEX（原画）
- G-onらいだーす（作画監督・原画）
- 天地無用! GXP（原画）
- ぷちぷり*ユーシィ（2002年 - 2003年、原画）
- HAPPY★LESSON THE TV（原画）
- フルメタル・パニック!（原画）
- ルパン三世 EPISODE:0 ファーストコンタクト（原画）

2003年
- HAPPY★LESSON ADVANCE（原画 / OP原画）
- 一騎当千（原画）
- 魔法遣いに大切なこと（原画）
- ガンパレード・マーチ 〜新たなる行軍歌〜（原画）
- クロノクルセイド（2003年 - 2004年、原画）
- 神魂合体ゴーダンナー!!（原画）
- 住めば都のコスモス荘 すっとこ大戦ドッコイダー（作画監督・原画）
- ななか6/17（作画監督）
- まぶらほ（2003年 - 2004年、原画）
- らいむいろ戦奇譚（原画 / OP&ED原画）
- R.O.D -THE TV-（2003年 - 2004年、演出・作画監督）

2004年
- うた∽かた（OP&ED原画）
- 超重神グラヴィオンZwei（原画）
- DearS（OP原画）
- ニニンがシノブ伝（OP原画）
- 花右京メイド隊 La Verite（絵コンテ・演出・作画監督・原画）
- 忘却の旋律（原画）
- 十兵衛ちゃん2 -シベリア柳生の逆襲-（原画）

2005年
- エルフェンリート（原画）
- 苺ましまろ（OP原画）
- こみっくパーティーRevolution（原画・OP原画）
- SHUFFLE!（-2006年、監督・絵コンテ・演出・作画監督・原画 / OP絵コンテ・演出・原画 / ED絵コンテ・演出・作画監督）
- ジンキ・エクステンド（キャラクターデザイン・作画監督）
- 創聖のアクエリオン（原画）
- ぺとぺとさん（ED原画）

2006年
- ARIA The NATURAL（絵コンテ）
- いぬかみっ!（原画・ED原画）
- ウィッチブレイド（原画）
- うたわれるもの（演出・作画監督・原画）
- コヨーテ ラグタイムショー（原画）
- 獣王星（原画）
- ネギま!?（2006年 - 2007年、原画）

2007年
- SHUFFLE! MEMORIES（監督・絵コンテ・演出 / OP絵コンテ・演出 / ED作画）
- ながされて藍蘭島（キャラクターデザイン・作画監督・原画・OP総作画監督・第2クールEDアニメーション）
- 精霊の守り人（原画）
- 天元突破グレンラガン（原画）
- スカイガールズ（OP原画）
- スカルマン THE SKULL MAN（原画）
- バンブーブレード（キャラクターデザイン・原画）※双柳雪智名義
- D.C.II 〜ダ・カーポII〜（EDアニメーション）
- PRISM ARK（サブキャラクターデザイン）

2008年
- みなみけ〜おかわり〜（監督・絵コンテ・演出）
- セキレイ（原画）
- 喰霊-零-（絵コンテ・演出）

2009年
- みなみけ おかえり（絵コンテ・演出・作画監督 / ED絵コンテ・演出・作画）
- ティアーズ・トゥ・ティアラ（原画 / OP絵コンテ・演出・原画）
- かなめも（OP絵コンテ・演出）
- キディ・ガーランド（絵コンテ・演出・作画監督）

2010年
- バカとテストと召喚獣（絵コンテ）
- とある科学の超電磁砲（絵コンテ）
- セキレイ〜Pure Engagement〜（原画）

2011年
- Aチャンネル（ED絵コンテ・演出）
- 輪るピングドラム（スペシャル・アニメーション原画）
- 未来日記（2011年 - 2012年、監督・絵コンテ・演出 / OP絵コンテ・演出・原画 / ED絵コンテ・演出 / OP2&ED2絵コンテ・演出・Cパート原画）

2012年
- ココロコネクト（絵コンテ）

2013年
- はたらく魔王さま！（監督・絵コンテ・演出・ED原画）
- 勇者になれなかった俺はしぶしぶ就職を決意しました。（絵コンテ・原画）

2014年
- ウィザード・バリスターズ 弁魔士セシル（絵コンテ）
- エスカ&ロジーのアトリエ 〜黄昏の空の錬金術士〜（OP絵コンテ・演出・原画）
- ご注文はうさぎですか?（絵コンテ）
- 失われた未来を求めて（監督） ※ホソダナオト名義

2015年
- 落第騎士の英雄譚（絵コンテ）

2016年
- ハルチカ〜ハルタとチカは青春する〜（絵コンテ）
- クロムクロ（絵コンテ）
- Re:ゼロから始める異世界生活（絵コンテ）
- Rewrite（絵コンテ）
- こねこのチー ポンポンらー大旅行（絵コンテ）

2017年
- セイレン（キャラクターデザイン）
- チェインクロニクル 〜ヘクセイタスの閃〜（絵コンテ）
- 十二大戦（監督・絵コンテ・演出）

2018年
- ヒナまつり（ED原画）
- 魔法少女サイト（OP絵コンテ・演出）

2019年
- えんどろ〜!（OP絵コンテ）

2020年
- 痛いのは嫌なので防御力に極振りしたいと思います。（絵コンテ）
- 禍つヴァールハイト -ZUERST-（監督・シリーズ構成・脚本）

2024年
- ささやくように恋を唄う（絵コンテ）
- 異世界スーサイド・スクワッド（キャラクターデザイン・絵コンテ）

### 劇場アニメ
2000年
- デジモンアドベンチャー02 デジモンハリケーン上陸!!超絶進化！！黄金のデジメンタル（原画）

2001年
- も〜っと!おジャ魔女どれみ カエル石のひみつ（原画）

2002年
- デジモンフロンティア 古代デジモン復活！（原画）

2003年
- ラーゼフォン 多元変奏曲（原画）

2004年
- 雲のむこう、約束の場所（原画）

2007年
- 秒速5センチメートル（原画）

2011年
- 星を追う子ども（原画）

2013年
- 言の葉の庭（原画）

2018年
- 劇場版ポケットモンスター みんなの物語（絵コンテ）

### OVA
1997年
- フォトン（1997年 - 1999年、動画・原画）

2001年
- 紺碧の艦隊（原画）
- エイリアン9（原画）

2002年
- こすぷれCOMPLEX（原画）

2004年
- 遙かなる時空の中で2-白き龍の神子-（原画）
- Re:キューティーハニー（原画）

2010年
- こえでおしごと!（監督）

2013年
- 未来日記リダイヤル（監督）

### Webアニメ
2022年
- ヴァンパイア・イン・ザ・ガーデン（メカニックデザイン・プロップデザイン）

### ゲーム
2003年
- テイルズ オブ シンフォニア（アニメーションパート原画）

2004年
- テイルズ オブ リバース（アニメーションパート原画）

2005年
- テイルズ オブ レジェンディア（アニメーションパート原画）

2008年
- 俺たちに翼はない〜Prelude〜（オープニングムービー演出）

2009年
- 俺たちに翼はない（アニメーション監督）

### イラスト
- HAPPY★LESSON THE TV（2003年・メディアワークス刊、イラスト）